# Torre da Caparica
Torre de Caparica é uma localidade da atual freguesia de Caparica e Trafaria, no Município de Almada, Distrito de Setúbal. Nela está situado o edifício da Junta de Freguesia de Caparica e Trafaria. Nesta localidade faleceu o escritor português de origem espanhola Raimundo António de Bulhão Pato.